# Záhor
Záhor (em húngaro: Zahar) é um município da Eslováquia, situado no distrito de Sobrance, na região de Košice. Tem 7,7 km² de área e sua população em 2018 foi estimada em 650 habitantes.

## Demografia
| Ano:        | 1994 | 2004   | 2014   | 2024   |
| ----------- | ---- | ------ | ------ | ------ |
| Broj ljudi: | 760  | 710    | 663    | 625    |
| Razlika:    |      | -6,57% | -6,61% | -5,73% |

| Ano:               | 2023 | 2024   |
| ------------------ | ---- | ------ |
| Número de pessoas: | 636  | 625    |
| Diferença:         |      | -1,72% |